# Grochów Szlachecki
Grochów Szlachecki – wieś w Polsce położona w województwie mazowieckim, w powiecie sokołowskim, w gminie Sokołów Podlaski.
W skład sołectwa Grochów wchodzą wsie Grochów Szlachecki i Grochów Włościański.
| SIMC    | Nazwa       | Rodzaj    |
| ------- | ----------- | --------- |
| 0688798 | Danusin     | część wsi |
| 0688806 | Gęsia Ulica | część wsi |

W latach 1975–1998 miejscowość administracyjnie należała do województwa siedleckiego.
Wierni kościoła rzymskokatolickiego należą do parafii św. Jana Chrzciciela w Czerwonce Grochowskiej